# Кхандеши
Кхандеши (иногда хандеши) — язык, на котором говорят в регионе Хандеш (штат Махараштра, Индия), в честь которого он, вероятно, назван.
Ахирани — один из основных диалектов хандеши. Первоначально на нем говорили ахиры, проживающие в районе Хандеш. Согласно переписи населения 1971 года, число людей, назвавших ахирани родным языком, составляло 363 780 человек.